# Darja Jurkevitj
Darja Jurkevitj, född 6 mars 1988, är en belarusisk skidskytt. Hennes första pallplats i världscupen kom i distans-tävlingen den 30 november 2016 i Östersund, Sverige.